# Vehículo (farmacéutico)

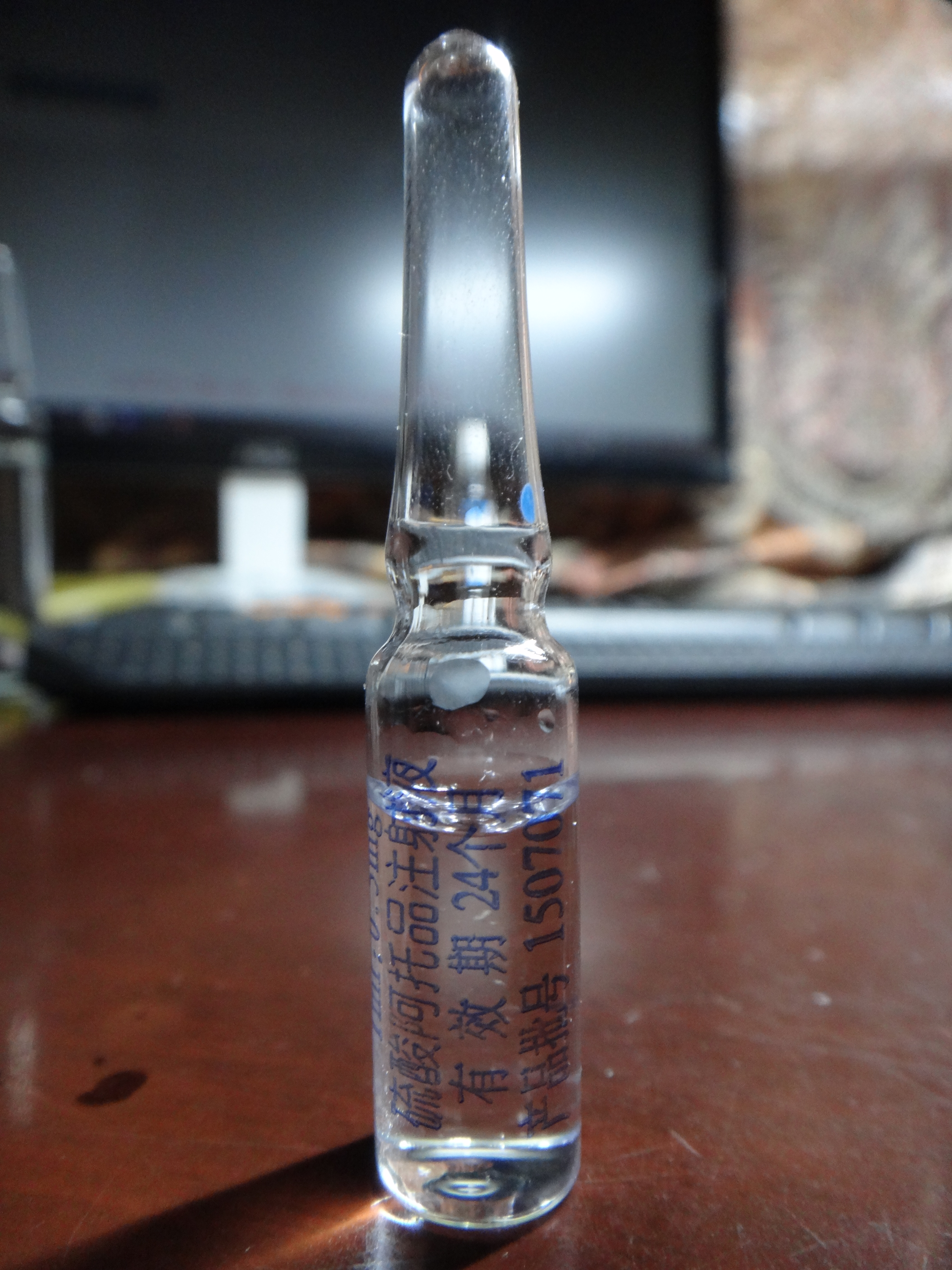
Ampolleta con atropina en vehículo acuoso

El vehículo, al igual que el excipiente, es una sustancia líquida inerte que se usa en las formulaciones farmacéuticas para diluir el complejo total hasta un volumen o peso determinado.

## Descripción
Regularmente los vehículos son sustancias inertes de naturaleza acuosa u oleosa. Cuando la fórmula farmacéutica es líquida, el diluyente se conoce como vehículo, y puede ir o no acompañado de otros excipientes, que son sustancias que modifican alguna/s de las características del principio activo en el producto final denominado forma farmacéutica.

## Otras sustancias
En ciertas formulaciones suelen intervenir otras sustancias cuya finalidad es permitir la solubilización, emulsificación o suspensión de la base o sus coadyuvantes, a fin de obtener una solución homogénea y uniforme. A estas sustancias se les conoce regularmente como coadyuvantes farmacéuticos o farmacotécnicos, esto para diferenciarlos de los terapéuticos. Estos coadyuvantes, como ciertos polímeros deben estar verificados en las farmacopeas de cada país.

## Función
Las funciones primordiales de los vehículos son:
- Facilitar la incorporación de los elementos restantes.
- Permitir una mejor dosificación y administración.
- Dar consistencia y forma a la preparación farmacéutica.

En fármacos que sólo son poco diluibles en agua, pero sí en alcohol, al vehículo farmacéutico se le conoce como elixir.